# Simulium arakawae
Simulium arakawae är en tvåvingeart som beskrevs av Matsumura 1921. Simulium arakawae ingår i släktet Simulium och familjen knott. Inga underarter finns listade i Catalogue of Life.